# Scaphognathops bandanensis
Scaphognathops bandanensis es una especie de peces de la familia
Cyprinidae en el orden de los Cypriniformes.

## Morfología
- Los machos pueden llegar alcanzar los 40 cm de longitud total.[1][2]

## Alimentación
Come detritus, gusanos y insectos.

## Hábitat
Es un pez de agua dulce y de clima tropical.

## Distribución geográfica
Se encuentran en Asia:  cuenca del río Mekong en Laos, Tailandia y Camboya.